# Sent Desier de las Reinas
Sent Desíer las Reinas (en francès Saint-Dizier-Leyrenne) és una localitat i comuna de França, a la regió de la Nova Aquitània, departament de la Cruesa.
La seva població al cens de 1999 era de 882 habitants. Està integrada a la Communauté communes de Bourganeuf-Royère-de-Vassivière.

## Demografia
| 1968  | 1975  | 1982 | 1990 | 1999 |
| ----- | ----- | ---- | ---- | ---- |
| 1.247 | 1.094 | 931  | 902  | 882  |

## Administració
| Període | Identitat        | Partit |
| ------- | ---------------- | ------ |
| 2001-   | Hervé Guillaumot | PS     |